# 原天津德国兵营

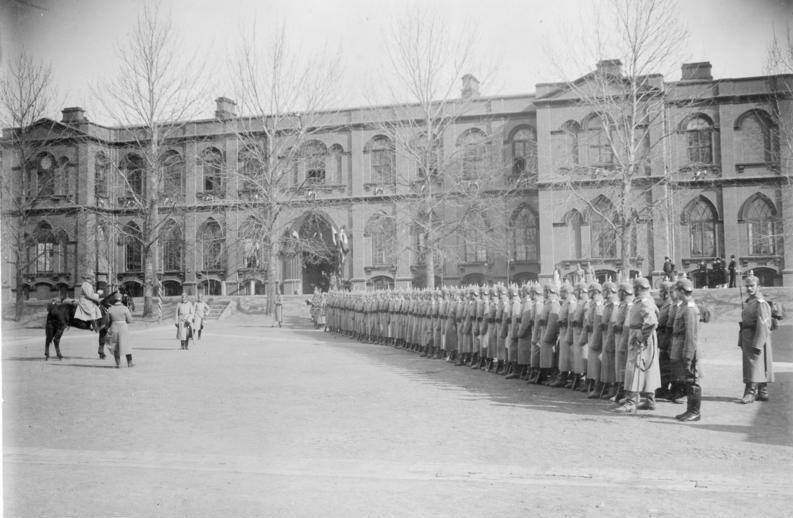
天津德国兵营，今海河中学址

原天津德国兵营始建于1900年，坐落在当时的天津德租界原北洋大学堂初办的校址中，今天津市海河中学原址。1901年，德国兵营驻军达1400人，兵营转移到在马场道南三义庄一带。1902年，德国兵营驻军人数减至1200人。1917年，中华民国政府收回天津德租界，原天津德国兵营撤销。现无建筑遗存。